# Томсон, Крейг (футбольный судья)
Крейг Алекса́ндер То́мсон (англ. Craig Alexander Thomson; род. 20 июня 1972, Пейсли, Ренфрушир) — шотландский футбольный арбитр. Обслуживает матчи различного уровня с 1988 года. С 2002 года Томсон судит поединки высшего шотландского дивизиона. В следующем году Крейг был включён в список арбитров ФИФА. Член ордена Британской империи (MBE, 2020).

## Судейская карьера
Крейг родился 20 июня 1972 года в шотландском городе Пейсли области Ренфрушир. С 16-летнего возраста Томсон, с детства интересовавшийся судейским футбольным делом, начал обслуживать матчи различных уровней. В 2000 году Шотландская футбольная ассоциация включила молодого арбитра в список судей, работающих на поединках национальной Футбольной лиги. Первым матчем на новом уровне для Томсона стала встреча Второго дивизиона страны, в которой 20 января 2001 года играли клубы «Куинз Парк» и «Арброт». В 2002 году Крейг был привлечён к обслуживанию высшего дивизиона Шотландии — 12 мая он впервые отсудил подобный матч: на стадионе «Макдайармид Парк» встречались местный «Сент-Джонстон» и эдинбургский «Хиберниан».
Уже в следующем году арбитр получил категорию «арбитр ФИФА». 18 февраля 2004 года состоялся дебют шотландского рефери в международном матче — в тот день в товарищеской встрече сошлись сборные Северной Ирландии и Норвегии. Примечательной встречей для Томсона стал поединок отборочного турнира к мировому первенству 2006 между Фарерскими островами и Францией, состоявшийся 8 сентября того же года, где он за две жёлтые карточки удалил с поля капитана «трёхцветных» Патрика Виейра. Через два года, 12 ноября, Крейг отсудил финальный матч шотландского Кубка вызова «Росс Каунти» — «Клайд». В этой встрече Томсон показал восемь жёлтых и одну красную карточку, а сама игра закончилась победой «оленей» в серии послематчевых пенальти.
В 2007 году шотландский рефери вошёл в судейский корпус, обслуживавший матчи чемпионата Европы среди молодёжных команд, проходивший в Нидерландах. 13 июня он судил поединок между «молодёжками» Бельгии и Израиля. Уже на 18-й минуте Томсон принял неоднозначное решение, удалив с поля прямой красной карточкой полузащитника «дьяволят» Маруана Феллайни. Несмотря на это, бельгийцы выстояли и в конце встречи сумели провести победный мяч. Этот матч стал единственным на чемпионате, который Крейг отработал в качестве основного арбитра. Через год Томсон вошёл в список резервных арбитров на встречи чемпионата Европы 2008, но не отсудил на турнире ни одной встречи.
В 2009 году Крейг обслужил финал Кубка страны между «Рейнджерс» и «Фалкирком». Через год Томсону доверили судейство решающего поединка Кубка шотландской лиги — на поле сошлись те же «джерс»« и клуб „Сент-Миррен“. „Рейнджерс“ оказались сильнее в этом матче 1:0, даже несмотря на то, что Крейг во втором тайме показал красные карточки двум футболистам глазговцев — Кевину Томсону и Дэнни Уилсону. В том же сезоне шотландский рефери отработал на ещё нескольких знаковых играх, подтверждающих его высокий класс — 3 марта он рассудил национальные команды Франции и Испании, также был главным арбитром в ряде встреч главного шотландского дерби — „Old Firm“.
12 октября 2010 года Томсон должен был судить отборочный матч чемпионата Европы 2012 года Италия — Сербия в городе Генуя. Но из-за беспорядков, устроенных болельщиками гостей, Крейг был вынужден сначала увести команды в раздевалки, затем после консультаций с представителями УЕФА вовсе отменил встречу. Позднее сербской сборной было засчитано техническое поражение 0:3. Спустя месяц Томсон вновь принял участие в одном примечательном матче. 23 ноября он обслуживал встречу предпоследнего тура группового этапа Лиги чемпионов сезона 2010/11, в которой встречались мадридский „Реал“ и амстердамский „Аякс“. Игра проходила с уверенным преимуществом испанцев — к 81-й минуте они вели со счётом 4:0, и эта победа обеспечивала им выход в плей-офф турнира, независимо от результата последнего матча, коим было „рандеву“ «сливочных»» с французским «Осером». На 87-й и 90-й минуте за умышленную затяжку времени вторые жёлтые карточки в поединке получили футболисты «королевского» клуба Хаби Алонсо и Серхио Рамос. Таким образом, эти игроки отбыли положенную дисквалификацию на матч с «Осером», и избежали возможной подобной участи в первой встрече плей-офф Лиги. Представители УЕФА пообещали рассмотреть данный инцидент на предмет умышленности удалений. Наставник «Реала» Жозе Моуринью назвал эти домыслы «беспочвенными» и раскритиковал Томсона за его работу.
В финале Кубка шотландской лиги сезона 2010/11, коим стал матч заклятых соперников по «Old Firm», «Селтика» и «Рейнджерс», при ничейном счёте 1:1 Крейг назначил очевидный пенальти за снос в штрафной «кельтов» форварда «джерс» Никицы Елавича. Однако после долгих консультаций со своим боковым ассистентом, главный арбитр отменил своё решение. «Рейнджерс» в итоге всё же победили в дополнительное время, но действия Томсона были подвергнуты жёсткой обструкции со стороны главного тренера «джерс» Уолтера Смита.
20 декабря 2011 года Крейг был назван в числе арбитров, выбранных для обслуживания матчей чемпионата Европы 2012 года. На турнире Томсон отсудил два матча группового этапа: Дания — Португалия и Чехия — Польша.

## Жизнь вне футбола
Томсон является действующим адвокатом, специализируется на праве в области строительства и инженерного дела. Свободное время Крейг предпочитает проводить за игрой в гольф, шахматы, сквош или просмотром кинофильмов.